# Soraya (Sängerin)
Soraya, gebürtig Soraya Raquel Lamilla Cuevas (* 11. März 1969 in Point Pleasant, New Jersey; † 10. Mai 2006 in Miami, Florida) war eine kolumbianisch-US-amerikanische Songwriterin, Sängerin und Musikerin.

## Leben und Karriere
Soraya Raquel Lamilla wurde am 11. März 1969 in New Jersey als zweites Kind kolumbianischer Einwanderer geboren. Soraya musste mit ihrer Familie nach Kolumbien zurückkehren; als sie acht Jahre alt war, zogen sie allerdings wieder nach New Jersey. Soraya ist ein im Nahen Osten weit verbreiteter Name; ihre Familie mütterlicherseits bestand aus christlichen Emigranten aus dem Libanon.
Soraya lernte bereits im Alter von fünf Jahren Gitarre und später Geige. Die Lieder, die 1996 zu ihrem Debütalbum On Nights Like This führen, schrieb sie während ihres Studiums. Es erschien ebenfalls auf Spanisch unter dem Namen En Esta Noche. Soraya widmete dieses Album der Erinnerung an ihre verstorbene Mutter („Dedico este disco a la memoria de mi mamá. En esta noche sé que siempre estás conmigo.“) Schon bald spielte sie im Vorprogramm von bekannten Künstlern wie Sting, Alanis Morissette und Zucchero und wurde in Lateinamerika und in den USA schnell zum Star. 2004 gewann sie einen Latin Grammy.
Da ihre Mutter Yamila Cuevas Gharib, ihre Großmutter und eine ihrer Tanten an Brustkrebs gestorben waren, engagierte sich Soraya für die Susan G. Komen Breast Cancer Foundation. 2000 wurde auch bei ihr im Alter von 31 Jahren Brustkrebs diagnostiziert, dem sie am 10. Mai 2006 im Alter von 37 Jahren erlag. Soraya verabschiedete sich am 9. Mai 2006 – einen Tag vor ihrem Tod – von ihren Freunden und Fans in einem Brief, der auf ihrer Website in spanischer und englischer Sprache veröffentlicht wurde. Zuletzt erschien ihr Album El otro lado de mí (deutsch: Die andere Seite von mir).

## Diskografie

### Studioalben
| Jahr | Titel                               | Höchstplatzierung, Gesamtwochen, AuszeichnungChartplatzierungen (Jahr, Titel, Platzierungen, Wochen, Auszeichnungen, Anmerkungen) | Höchstplatzierung, Gesamtwochen, AuszeichnungChartplatzierungen (Jahr, Titel, Platzierungen, Wochen, Auszeichnungen, Anmerkungen) | Anmerkungen                            |
| Jahr | Titel                               | DE | Latin | Anmerkungen                            |
| ---- | ----------------------------------- | --- | --- | -------------------------------------- |
| 1996 | En Esta Noche / On Nights Like This | DE5 (40 Wo.)DE | Latin31 (12 Wo.)Latin | Erstveröffentlichung: 6. Februar 1996  |
| 1997 | Torre de Marfil / Wall of Smiles    | DE63 (5 Wo.)DE | — | Erstveröffentlichung: 21. Oktober 1997 |
| 2003 | Soraya                              | — | Latin25 (13 Wo.)Latin |                                        |

Weitere Alben
- 2000: Cuerpo y Alma / I'm Yours
- 2005: El Otro Lado de Mi
- 2005: Éxitos Eternos[1]
- 2006: Herencia
- 2006: Entre Su Ritmo y El Silencio

### Singles
| Jahr | Titel Album                                               | Höchstplatzierung, Gesamtwochen, AuszeichnungChartplatzierungen (Jahr, Titel, Album, Platzierungen, Wochen, Auszeichnungen, Anmerkungen) | Höchstplatzierung, Gesamtwochen, AuszeichnungChartplatzierungen (Jahr, Titel, Album, Platzierungen, Wochen, Auszeichnungen, Anmerkungen) | Anmerkungen                     |
| Jahr | Titel Album                                               | DE | Latin | Anmerkungen                     |
| ---- | --------------------------------------------------------- | --- | --- | ------------------------------- |
| 1996 | De Repente / Suddenly En Esta Noche / On Nights Like This | DE64 (9 Wo.)DE | Latin5 (11 Wo.)Latin | Erstveröffentlichung: März 1996 |
| 1996 | Amor En Tus Ojos En Esta Noche / On Nights Like This      | — | Latin6 (11 Wo.)Latin |                                 |
| 1996 | Quédate / Stay Awhile En Esta Noche / On Nights Like This | DE86 (9 Wo.)DE | Latin25 (11 Wo.)Latin | Erstveröffentlichung: Juli 1996 |
| 2003 | Casi Soraya                                               | — | Latin1 (17 Wo.)Latin |                                 |
| 2003 | Solo Por Ti Soraya                                        | — | Latin18 (14 Wo.)Latin |                                 |
| 2005 | Llevame El Otro Lado de Mi                                | — | Latin15 (11 Wo.)Latin |                                 |

Weitere Veröffentlichungen
- 1997: Avalanche
- 1998: So Far Away
- 1998: Crossroads
- 2000: I’m Yours
- 2003: Almost